# Zona externa bética
Las rocas de la cordillera Bética se dividen en varios dominios importantes: las zonas Externas, las zonas Internas, los materiales del Campo de Gibraltar y las cuencas néogenas.

## Las zonas Externas
Las zonas Externas se sitúan en una banda que se localiza en el sector norte de la cordillera en dirección ENE-OSO, desde Alicante hasta Cádiz. Las zonas Externas están formadas por rocas que mayoritariamente son sedimentarias. Éstas se corresponde con las que se depositaron en el borde S y SE del macizo Ibérico desde el inicio del Mesozoico (250 Ma) hasta el inicio del Neógeno (en torno a los 23 Ma). Si atendemos a las características de las rocas que permiten establecer el medio donde se depositan (facies), las zonas Externas a su vez se subdividen en una zona Prebética y una zona Subbética.

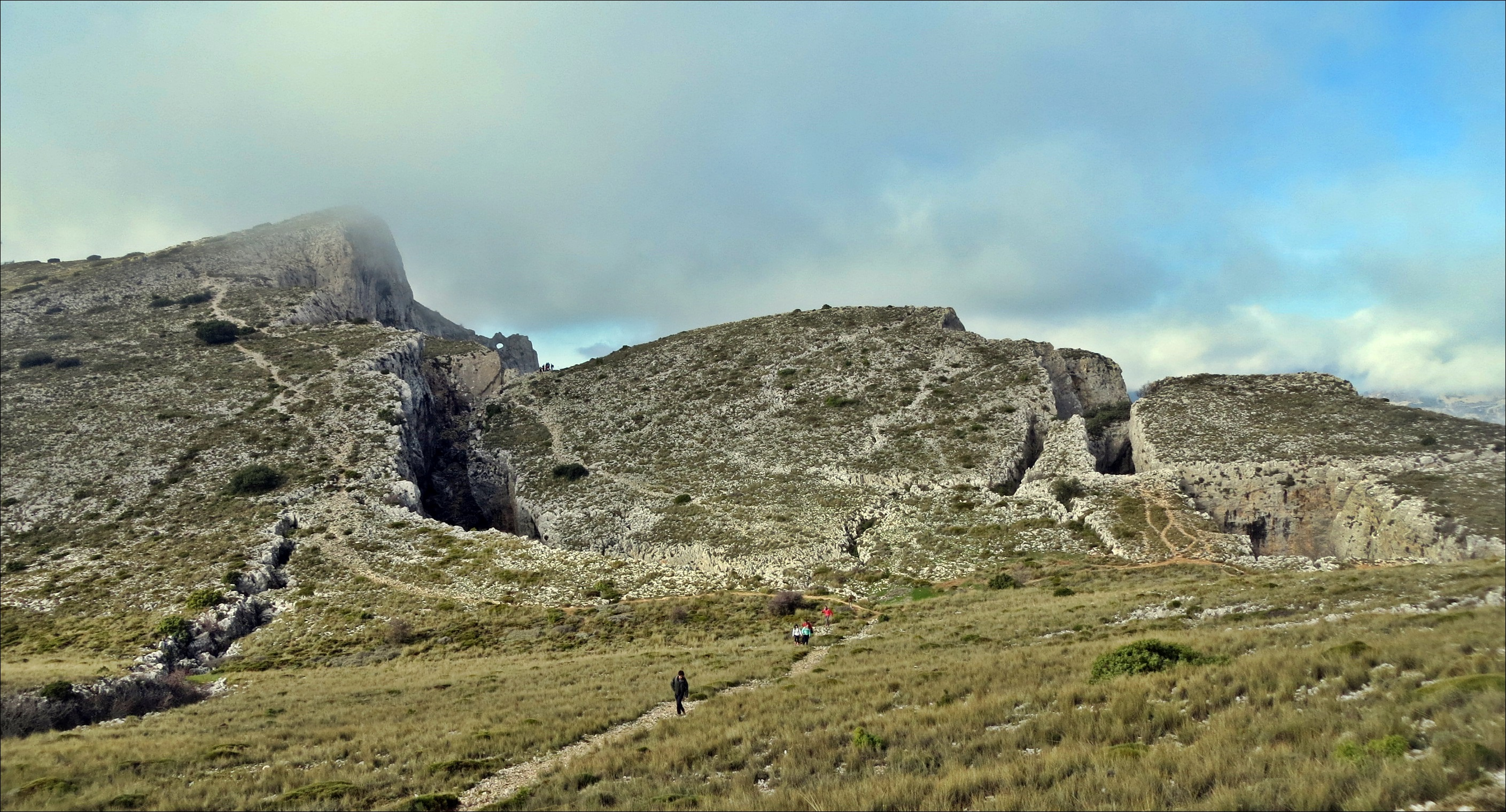
Simas de Partagat en Sierra de Aitana, en la zona prebética

En concreto, la zona Prebética, o de forma abreviada el Prebético, se encuentra sobre todo en el sector oriental y central de la cordillera y está formada por rocas que tienen facies marinas poco profundas, costeras y a veces continentales. estas facies indican que el Prebético constituyó durante la mayor parte del Mesozoico y Cenozoico una plataforma marina somera junto al continente emergido que representó el macizo Ibérico. Los depósitos más antiguos del Prebético son de edad Triásico (250 a 205 Ma) y tienen tres facies que históricamente han recibido un nombre propio: son las facies Buntsandstein, Muschelkalk y Keuper. Las facies Buntsandstein son las más bajas y corresponden a depósitos de arenas, limos y conglomerados rojos. Encima se encuentran rocas de facies Muschelkalk, que son calizas y dolomías. Las facies Keuper se sitúan sobre los carbonatos y su característica esencial es la presencia de arcillas, areniscas de colores rojos, verdosos y bamarillentos, algunas dolomías y sobre todo evaporitas (esencialmente yeso). Indican respectivamente un ambiente fluvial, marino somero y costero con marismas que se secaban y donde se depositaban las sales de las evaporitas. Hacia el norte todas estas rocas se van adelgazando, hasta que en el macizo Ibérico se encuentran sólo las rocas de afcies Buntsandstein. A medida que nos m movemos hacia el sur y el este se encuentran las facies Keuper cada vez con mayor espesor.
La zona Subbética o Subbético se sitúa en el sector sur de las zonas Externas y constituyen una banda de dirección ENE-OSO que se extiende desde Murcia hasta Cádiz. En el Subbético, las rocas de edad Triásico (250 a 205 Ma) son muy semejantes  a las del Prebético con las tres facies antes descritas, sin embargo las rocas de edad Jurásico (205 a 135 Ma) tienen características muy diferentes. Las rocas anteriores a los 180 Ma son muy homogéneas en todo el Subbético y son calizas y dolomías depositadas en una plataforma marina somera. Sin embargo, a partir de los 180 Ma las rocas reflejan un cambio radical en el medio de depósito. La homogeneidad se pierde y se encuentran rocas muy diferentes con abundantes cambios de espesor y de facies, que sugieren que hay distintos medios de depósito próximos entre sí. El estudio de las facies permite reconstruir la existencia de surcos alargados donde se depositaban rocas con facies marinas profundas. Estos surcos estaban separados por bancos alargados que en sus cumbres podían tener muy poca profundidad y a veces llegaban a estar emergidos y sufrir procesos de karstificación (formación de cuevas por disolución de carbonatos). Las rocas que se depositaron sobre todo eran margas, margo calizas y calizas. En el centro del mayor de estos surcos se produjeron importantes fenómenos de vulcanismo submarino que dieron lugar a grandes edificios volcánicos de basalto sumergidos. (pillow lavas de Montillana-Alamedilla).
Desde la emisión de la teoría de la tectónica global, se han publicado diversas interpretaciones sobre la evolución de las cuencas alpinas del oeste de Europa, que incluyen interpretaciones de estas cordilleras. En cada una de estas interpretaciones hay hipótesis diferentes para aspectos de detalle aunque todos coinciden en considerar a las zonas Externas de las cordilleras Béticas como un área de margen continental en el borde sus de la placa europea. La corteza continental se fracturó y adelgazó de manera que a partir del Lías medio se individualizan las placas europeas y africana con la formación de un área de fondo oceánico entre ambas, quedando las zonas Externas de las cordilleras Béticas en un margen continental pasivo semejante al del Atlántico Norte durante la misma época.El área oceánica va creciendo a la vez que continúa la sedimentación en la margen continental subsidente. En las áreas más subsidentes, y a través de las fracturas de la corteza continental, accedieron al fondo marino rocas volcánicas básicas (Subbético medio) durante el Jurásico. Las diversas etapas de expansión oceánica en el Atlántico Norte traen consigo movimientos de rotación de la península ibérica y desplazamientos de la placa europea con respecto a la de África, lo que se refleja en la cuenca sedimentaria con cambios de facies. Al principio del Cretáceo superior quedan comunicados el fondo oceánico del Tethys con el del Atlántico, lo que trae consigo una sedimentación claramente pelágica en toda la zona Subbética. No afloran (o al menos no se han reconocido) los materiales depositados durante esta época sobre el fondo oceánico; posiblemente han sido cubiertos tectónicamente por los materiales de las zonas Internas en su acercamiento hasta la posición actual. No obstante se puede pensar que las Unidades del Campo de Gibraltar podrían haberse depositado en parte sobre este fondo oceánico y han sido empujadas y desligadas del sustratum, por empuje lateral de los materiales de la zonas Internas al acercarse.